# Paul Hinkler

Paul Hinkler

Paul Georg Otto Hinkler (* 25. Juni 1892 in Berlin; † wahrscheinlich 13. April 1945 in Nißmitz) war ein Lehrer, Frontsoldat des Ersten Weltkriegs und prominenter Nationalsozialist (Alter Kämpfer). Er wurde Gauleiter der NSDAP und SA-Gruppenführer, war ab 1933 Polizeipräsident von Altona und Wandsbek und zeitweilig gleichzeitig Gestapochef des Regierungsbezirkes Schleswig. Nach Wegfall seines Postens infolge der Eingemeindung Altonas nach Hamburg wurde er Polizeipräsident von Wuppertal.

## Leben bis 1933
Hinkler verbrachte seine Jugend in Thorn, besuchte dort die Volksschule und das Gymnasium und absolvierte das Lehrerseminar. Er nahm als Kriegsfreiwilliger zunächst in Warschau und ab August 1918 an der Westfront am Ersten Weltkrieg teil. Er erlitt bei Soissons einen Nervenzusammenbruch und kam in das Lazarett Thorn. 1919 als Leutnant der Reserve aus dem Heeresdienst entlassen, wurde er Lehrer in Zippow bei Schneidemühl. Er trat im selben Jahr dem Grenzschutz Ost in Posen-Westpreußen bei und wurde Abschnittsführer. Ebenfalls 1919 heiratete er Friederike Scholz. 1920 wurde er Angehöriger des Marburger Studentenkorps in Gotha und Ohrdruf. 1921 absolvierte er seine zweite Lehrerprüfung. Im August 1921 wurde er nach Freyburg (Unstrut) versetzt.
Zwischen 1922 und 1924 war Hinkler Mitglied im Stahlhelm, Bund der Frontsoldaten. Am 15. Juli 1922 trat er der NSDAP bei. Während des Verbots der NSDAP betätigte Hinkler sich 1923/24 im Wehrwolf und 1924/25 im Frontbann, einer Auffangorganisation für die ebenfalls verbotene SA. Nach der Wiederzulassung der NSDAP trat er der Partei zum 27. Mai 1925 bei (Mitgliedsnummer 5.942).
Wegen seiner politischen Betätigung war Hinkler zuvor am 1. Mai 1925 in den einstweiligen Ruhestand versetzt worden. Am 11. August 1926 wurde er wegen eines Gewaltdelikts aus dem Schuldienst entlassen und in den endgültigen Ruhestand versetzt. Eine andere Quelle spricht von einer Unterschlagung als Grund für die Entlassung. Er galt fortan als vorbestraft. In seiner späteren Selbstdarstellung als Reichstagsabgeordneter führte Hinkler die Entlassung nur auf seine „Betätigung für den Nationalsozialismus“ zurück.
In der NSDAP war Hinkler zunächst als Ortsgruppenleiter und Bezirksleiter im Gau Halle-Merseburg tätig. Zwischen 1927 und 1931 war er Stadtverordneter und Stadtrat in Halle (Saale). Im Juni 1926 wurde er als Gau-SA-Führer mit der Aufstellung und Bildung der SA im Gau Halle-Merseburg beauftragt. Am 25. Juli 1926 erfolgte die Ernennung zum Gauleiter des Gaues Halle-Merseburg als Nachfolger von Walter Ernst. 1927 wurde der Gau um einige Kreise erweitert.
Bei der Wahl zum Preußischen Landtag im Mai 1928 kandidierte Hinkler vergeblich; er erhielt aber ein Mandat im Provinziallandtag der preußischen Provinz Sachsen und leitete die dortige NSDAP-Fraktion. Am 10. Oktober 1930 wurde er auf Landeswahlvorschlag zum Abgeordneten im dritten Preußischen Landtag gewählt, in dem er zeitweilig Fraktionsgeschäftsführer der NSDAP und Vorsitzender des Haushaltsausschusses (Hauptausschuss) war. Dem vierten Landtag (1932/33) gehörte er ebenfalls an.
Am 5. Mai 1930 wurde Hinkler mit der Mitglieds-Nummer 13 Mitglied des Nationalsozialistischen Kraftfahrkorps. 1931 wurde er als Gauleiter beurlaubt; Rudolf Jordan trat am 19. Januar 1931 seine Nachfolge an. Im Jahr 1932 wurde Hinkler Mitglied des Beirats der Preußischen Staatsbank (Seehandlung). Außerdem gab er die Tageszeitung Der Kampf heraus.

## Zeit des Nationalsozialismus
Nach der „Machtergreifung“ der Nationalsozialisten wurde Hinkler am 29. März 1933 Polizeipräsident von Altona-Wandsbek, der die gemeinsame Polizei der beiden noch selbstständigen preußischen Städte Altona und Wandsbek leitete. Damit war er zugleich auch Gestapochef. In dieser Funktion übernahm er am 29. Juli 1933 auch den Regierungsbezirk Schleswig und war damit für die Verfolgung von Juden, Demokraten und Kommunisten und aller sonstigen Personen und Gruppierungen zuständig, die als Feinde des NS-Staates festgelegt worden waren.
Nunmehr engagierte er sich sehr für die Verfolgung der Juden. So bemängelte er gegenüber dem Regierenden Bürgermeister der Nachbarstadt Hamburg, „daß die Polizei in Hamburg in der Judenfrage zu vorsichtig vorgehe“. Auch gegen Demokraten ging er radikal vor. Am 11. August 1933 forderte er in einem Brief an die Leitung der Emslandlager, zuständig auch für das KZ Esterwegen, dass einer seiner Vorgänger, der Sozialdemokrat Otto Eggerstedt, Polizeichef von Altona und Wandsbek von 1929 bis 1932, der am 12. August nach Esterwegen verbracht werden sollte, besonders sorgfältig bewacht werden sollte. Otto Eggerstedt wurde dementsprechend behandelt und am 12. Oktober 1933 im KZ Esterwegen – wie es offiziell hieß – „auf der Flucht erschossen“.
Ab 30. Oktober 1933 wurde Hinkler als verdienter und zuverlässiger Nationalsozialist Staatskommissar in Emden, nachdem der rechtmäßige Bürgermeister aus seinem Amt getrieben worden war. Hinkler förderte die Gleichschaltung und ernannte einen Nationalsozialisten zum neuen Oberbürgermeister.
Am 15. November 1933 wurde Hinkler von Hermann Göring kurzzeitig als Nachfolger des in die Tschechoslowakei geflüchteten Rudolf Diels zum Leiter der Gestapo in Berlin ernannt. Dieses Amt musste er nach zwei Wochen wegen einer Intrige wieder räumen. SA-Kreise hatten Gerüchte über eine angebliche Geistesschwäche Hinklers gestreut.
Hinkler blieb Polizeipräsident von Altona-Wandsbek und Leiter der Gestapo-Leitstelle „Schleswig“. Beide Ämter verlor Hinkler am 31. März 1937 als Folge der territorialen Neuordnung durch das Groß-Hamburg-Gesetz.
Nach seiner erfolglosen Bewerbung bei der Reichstagswahl am 29. März 1936 rückte Hinkler am 20. Juli 1936 für Cuno Meyer in den nationalsozialistischen Reichstag nach. Ein Sitz im Reichstag hatte in dieser Zeit keine andere Funktion, als verdienstvollen NSDAP-Leuten eine zusätzliche Versorgung zu sichern und während der seltenen Sitzungstage für Beifall bei den Auftritten von Hitler zu sorgen.
Am 29. August 1938 wurde Hinkler kommissarischer Polizeipräsident von Wuppertal; am 8. März 1939 übernahm er das Amt offiziell. 1940 wurde Hinkler zur Wehrmacht eingezogen. In der SA wurde Hinkler mehrfach befördert, zuletzt am 9. November 1942 zum SA-Gruppenführer. Nach Konflikten mit dem Düsseldorfer Gauleiter Friedrich Karl Florian wurde Hinkler mit Wirkung zum 1. Dezember 1943 in den Wartestand versetzt.
Bei Kriegsende verübte Hinkler Suizid, wahrscheinlich am 13. April 1945 in Nißmitz bei Freyburg an der Unstrut, nach anderen Angaben im Mai 1945.